# Черноголовый ремез
Черноголовый ремез, или венценосный ремез (лат. Remiz coronatus), — вид птиц из семейства ремезовых. Выделяют два подвида.

## Описание

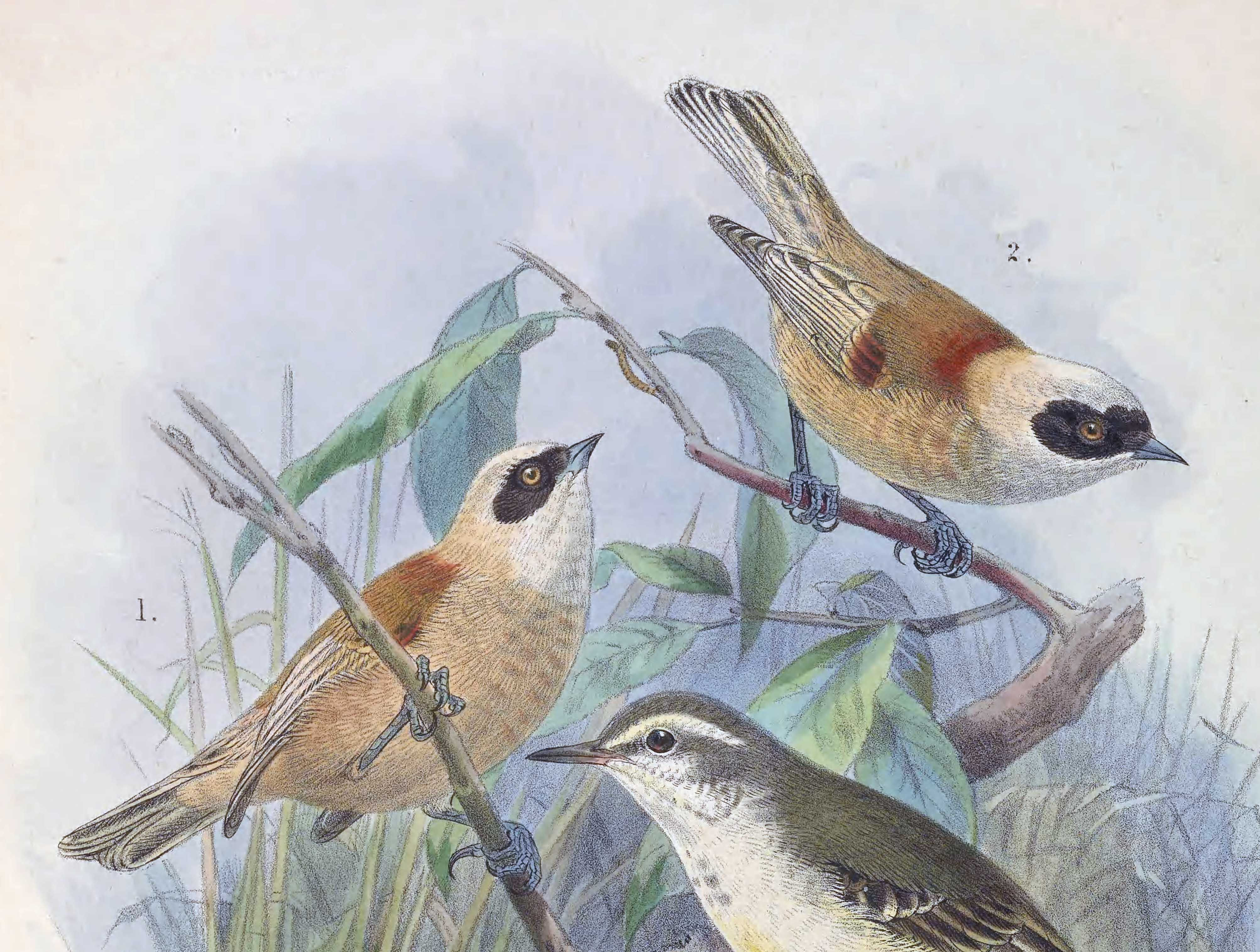
Remiz coronatus stoliczkae

Длина тела 10-11 см. масса 9,3-10,5 г. Самка выглядит тусклее самца, неполовозрелые особи невзрачны. Подвид stoliczkae имеет меньший, чем у номинативного подвида, клюв, верхняя часть тела у его представителей более светлая и желтая, менее каштановая или рыжая, а маска более тёмная и размытая, особенно на верхней части затылка (где она неполная).

## Биология

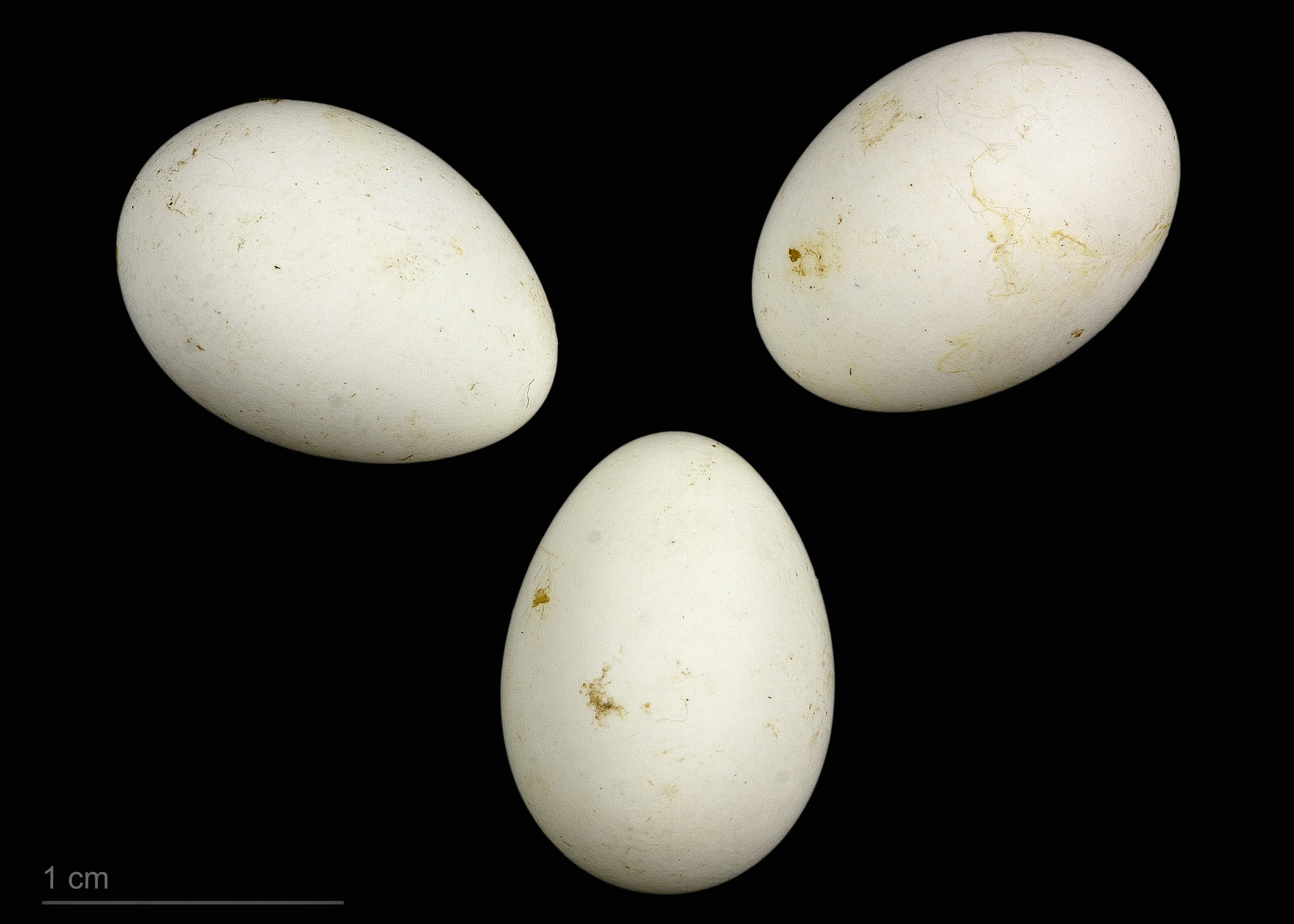
Кладка Remiz coronatus - Тулузский музей

Перелётные птицы. Зимуют в Пакистане и — в небольшом количестве — приграничных северо-западных районах Индии. В теплые зимы небольшая часть птиц может оставаться в низинах Узбекистана и Таджикистана. Гнездятся в Монголии, Южной Сибири (Россия), в Казахстане, в Центральной Азии. На пролёте встречаются во многих местах по пути оттуда в Пакистан, например, в Туркмении, Иране, Афганистане, в небольшом числе, в Китае.
В рацион входят мелкие беспозвоночные, в основном мелкие насекомые и их личинки, а также мелкие пауки (Araneae). В зимние месяцы потребляется большое количество семян.
В строительстве гнезда принимают участие как самец, так и самка, но последняя начинает насиживать яйца еще до его завершения, которое осуществляет самец в одиночку. В кладке 3-9 яиц.